# Puntate speciali di Techetechete'
In questa voce sono elencate tutte le puntate speciali di Techetechete', programma televisivo italiano di videoframmenti trasmesso in access prime time su Rai 1 dal 2012 e giunto nel 2024 alla quattordicesima edizione.

## Cronologia
| Anno | Puntate |
| ---- | ------- |
| 2014 | 3       |
| 2016 | 5       |
| 2017 | 1       |
| 2018 | 10      |
| 2019 | 3       |
| 2020 | 14      |
| 2021 | 22      |
| 2022 | 3       |
| 2023 | 1       |
| 2024 | 3       |
| 2025 | 3       |

## Puntate
| Messa in onda     | Titolo                                          | Note | Fascia oraria     | Telespettatori | Share  | Fonte  |
| ----------------- | ----------------------------------------------- | --- | ----------------- | -------------- | ------ | ------ |
| 3 gennaio 2014    | 60 anni di TV - Il compleanno della Rai         | Puntata dedicata ai 60 anni della Rai | Prima serata      | 4.757.000      | 19,02% | [ 1 ]  |
| 11 giugno 2014    | Passione rotonda                                | Puntata andata in onda in occasione della partenza del Campionato mondiale di calcio 2014.                                                               | Prima serata      | 2.450.000      | 10,78% | [ 2 ]  |
| 25 dicembre 2014  | Week-end italiani                               | – | Prima serata      | 2.688.000      | 12,07% | [ 3 ]  |
| 9 novembre 2016   | Viaggio in America                              | Puntata in onda in occasione dell'elezione del 45º Presidente degli Stati Uniti d'America Donald Trump.                                                  | Seconda serata    | 611.000        | 9,28%  | [ 4 ]  |
| 26 novembre 2016  | Heather e Lorella - Gran Varietà                | Puntata dedicata a Lorella Cuccarini ed Heather Parisi in attesa della loro trasmissione-evento Nemicamatissima.                                         | Access prime time | 3.554.000      | 15,45% | [ 5 ]  |
| 24 dicembre 2016  | Natale con Techetechete'                        | – | Pomeriggio        | 1.867.000      | 13,06% | [ 6 ]  |
| 30 dicembre 2016  | La suggestione delle fiabe                      | – | Pomeriggio        | 1.792.000      | 10,83% | [ 7 ]  |
| 30 dicembre 2016  | 2016. Un anno...                                | – | Seconda serata    | 986.000        | 11,54% | [ 7 ]  |
| 24 dicembre 2017  | Vigilia di Natale con Techetechete'             | – | Access prime time | 3.709.000      | 19,43% | [ 8 ]  |
| 6 gennaio 2018    | Adriano - 80 voglia di te                       | Puntata dedicata ad Adriano Celentano in occasione del suo ottantesimo compleanno.                                                                       | Preserale         | 3.479.000      | 18,16% | [ 9 ]  |
| 18 febbraio 2018  | Ballandi...con le stelle                        | Puntata dedicata al produttore Bibi Ballandi in seguito alla sua morte.                                                                                  | Pomeriggio        | 2.067.000      | 11,60% | [ 10 ] |
| 4 marzo 2018      | L'importanza di chiamarsi Lucio                 | Puntata dedicata a Lucio Battisti e Lucio Dalla in occasione dei settantacinque anni dalla loro nascita.                                                 | Pomeriggio        | 2.072.000      | 12,44% | [ 11 ] |
| 26 marzo 2018     | Ciao Fabrizio, l'amico della porta accanto      | Puntata dedicata al ricordo di Fabrizio Frizzi in seguito alla sua morte.                                                                                | Preserale         | 4.434.000      | 25,06% | [ 12 ] |
| 27 marzo 2018     | Albano e Romina - Storia di due innamorati      | – | Preserale         | 2.898.000      | 17%    | [ 13 ] |
| 28 marzo 2018     | Domenico Modugno - Tu sì 'na cosa grande        | Replica. | Preserale         | 2.415.000      | 14,41% | [ 14 ] |
| 29 marzo 2018     | Pooh - Messaggeri d'amore                       | – | Preserale         | 2.334.000      | 14,6%  | [ 15 ] |
| 30 marzo 2018     | Pino Daniele - Note d'amore                     | Replica. | Preserale         | 2.009.000      | 12,4%  | [ 16 ] |
| 31 marzo 2018     | Carramba, che...Carrà!                          | – | Preserale         | 2.161.000      | 12,1%  | [ 17 ] |
| 2 aprile 2018     | Bobby & Tony - Amici per sempre                 | – | Preserale         | 1.923.000      | 12%    | [ 18 ] |
| 8 giugno 2019     | Corrado. E non finisce qui                      | Puntata dedicata a Corrado in occasione del ventesimo anniversario della sua morte.                                                                      | Pomeriggio        | 1.967.000      | 13,50% | [ 19 ] |
| 23 giugno 2019    | C'era una volta Sergio Leone                    | – | Seconda serata    | 843.000        | 6,70%  | [ 20 ] |
| 18 novembre 2019  | Antonello Falqui. L'uomo che inventò il varietà | Puntata dedicata al ricordo di Antonello Falqui in seguito alla sua morte.                                                                               | Seconda serata    | 415.000        | 4,13%  | [ 21 ] |
| 13 aprile 2020    | Il Trio per sempre                              | – | Pomeriggio        | 1.858.000      | 10%    | [ 22 ] |
| 15 maggio 2020    | Grazie Maestro Bosso                            | Puntata dedicata al ricordo di Ezio Bosso in seguito alla sua morte.                                                                                     | Access prime time | 4.630.000      | 17,61% | [ 23 ] |
| 16 maggio 2020    | Note d'Europa                                   | Puntata dedicata all'Eurovision Song Contest in cui sono proposti frammenti di edizioni passate                                                          | Seconda serata    | 1.122.000      | 7,37%  | [ 24 ] |
| 6 luglio 2020     | C'era una volta... Ennio                        | Puntata dedicata al ricordo di Ennio Morricone in seguito alla sua morte.                                                                                | Access prime time | 4.276.000      | 20,47% | [ 26 ] |
| 8 luglio 2020     | Pooh viaggio in 50 anni di musica               | – | Prima serata      | 3.449.000      | 17,20% | [ 27 ] |
| 12 settembre 2020 | Ballando con le stelle                          | – | Access prime time | 3.389.000      | 17,97% | [ 28 ] |
| 28 settembre 2020 | Loretta, Renato e Giorgio                       | – | Seconda serata    | 888.000        | 7,87%  | [ 29 ] |
| 2 novembre 2020   | Gigi Proietti solo per voi                      | Puntata dedicata al ricordo di Gigi Proietti in seguito alla sua morte.                                                                                  | Terza serata      | 350.000        | 8,10%  | [ 30 ] |
| 25 novembre 2020  | Non chiamatelo amore                            | Puntata dedicata alla giornata internazionale per la violenza contro le donne.                                                                           | Access prime time | 3.538.000      | 12,70% | [ 31 ] |
| 10 dicembre 2020  | Pablito la leggenda                             | Puntata dedicata al ricordo di Paolo Rossi in seguito alla sua morte.                                                                                    | Access prime time | 4.050.000      | 14,84% | [ 32 ] |
| 24 dicembre 2020  | Buon Natale, ovunque tu sia...                  | – | Pomeriggio        | 2.284.000      | 14,07% | [ 33 ] |
| 25 dicembre 2020  | Natale con i tuoi                               | – | Pomeriggio        | 1.996.000      | 12,90% | [ 34 ] |
| 29 dicembre 2020  | Natale con i fiocchi                            | – | Pomeriggio        | 1.621.000      | 12,45% | [ 35 ] |
| 30 dicembre 2020  | Festa! Festa! Festa!                            | – | Pomeriggio        | 1.541.000      | 12,12% | [ 36 ] |
| 1º gennaio 2021   | Baci e abbracci al nuovo anno                   | – | Pomeriggio        | 1.723.000      | 9,46%  | [ 37 ] |
| 15 maggio 2021    | Ezio Bosso indimenticabile maestro              | Puntata dedicata a Ezio Bosso ad un anno dalla sua scomparsa.                                                                                            | Pomeriggio        | 1.008.000      | 7,10%  | [ 38 ] |
| 18 maggio 2021    | Grazie Franco                                   | Puntata dedicata a Franco Battiato nel giorno della sua scomparsa.                                                                                       | Pomeriggio        | 1.955.000      | 16,7%  | [ 39 ] |
| 19 giugno 2021    | Operette in tv                                  | Puntata dedicata alle operette in tv. | Pomeriggio        | 1.005.000      | 8,20%  | [ 40 ] |
| 26 giugno 2021    | Musica leggera, anzi leggerissima               | Puntata dedicata alle operette in tv. | Pomeriggio        | 838.000        | 7,63%  | [ 41 ] |
| 3 luglio 2021     | Ufo 70                                          | Puntata dedicata alle operette in tv. | Pomeriggio        | 1.063.000      | 9,17%  | [ 42 ] |
| 5 luglio 2021     | Aldo, Fred, Tiziano                             | Replica trasmessa prima della messa in onda di Carramba che sorpresa, ritardata a causa di un problema tecnico.                                          | Prima serata      | 2.756.000      | 12,9%  | [ 44 ] |
| 9 luglio 2021     | Raffaella                                       | Puntata dedicata al ricordo di Raffaella Carrà nel giorno dei suoi funerali.                                                                             | Prima serata      | 3.311.000      | 18,50% | [ 45 ] |
| 4 agosto 2021     | Pooh viaggio in 50 anni di musica               | Puntata trasmessa in sostituzione di Estate in diretta, interrotto per problemi tecnici.                                                                 | Pomeriggio        | 789.000        | 8,3%   | [ 47 ] |
| 8 agosto 2021     | In famiglia                                     | – | Pomeriggio        | 894.000        | 9,1%   | [ 48 ] |
| 15 agosto 2021    | Festivalbar                                     | – | Pomeriggio        | 858.000        | 9,9%   | [ 49 ] |
| 22 agosto 2021    | Ecco il circo!                                  | – | Pomeriggio        | 1.128.000      | 11,7%  | [ 50 ] |
| 29 agosto 2021    | Non solo per ragazzi                            | – | Pomeriggio        | 944.000        | 8,4%   | [ 51 ] |
| 5 settembre 2021  | La mamma è sempre la mamma                      | – | Pomeriggio        | 1.181.000      | 10,9%  | [ 52 ] |
| 2 novembre 2021   | Grazie Gigi                                     | Puntata dedicata a Gigi Proietti ad un anno dalla sua scomparsa. In onda su Rai Premium.                                                                 | Seconda serata    | –              | –      | –      |
| 12 novembre 2021  | Ciao Giampiero                                  | Puntata dedicata a Gian Piero Galeazzi nel giorno della sua scomparsa.                                                                                   | Seconda serata    | 2.002.000      | 10,96% | [ 54 ] |
| 20 dicembre 2021  | 25 anni senza Marcello                          | Puntata dedicata a Marcello Mastroianni in occasione del venticinquesimo anniversario dalla sua scomparsa.                                               | Pomeriggio        | 1.388.000      | 12,50% | [ 55 ] |
| 20 dicembre 2021  | Buon Natale ovunque tu sia                      | – | Pomeriggio        | 1.428.000      | 10,39% | [ 55 ] |
| 27 dicembre 2021  | Credete all'oroscopo?                           | – | Pomeriggio        | 1.690.000      | 13,40% | [ 56 ] |
| 28 dicembre 2021  | Comiche previsioni                              | – | Pomeriggio        | 1.568.000      | 13,20% | [ 57 ] |
| 30 dicembre 2021  | Capodanno in tv                                 | – | Pomeriggio        | 1.413.000      | 12,20% | [ 58 ] |
| 31 dicembre 2021  | Il volo degli angeli 2021                       | – | Pomeriggio        | 1.428.000      | 11,15% | [ 59 ] |
| 13 febbraio 2022  | L'amore di gruppi                               | – | Seconda serata    | 1.059.000      | 9,40%  | [ 60 ] |
| 24 settembre 2022 | Ballando con le stelle... special               | Puntata dedicata a Ballando con le stelle con la presentazione della diciassettesima edizione                                                            | Terza serata      | 516.000        | 8,61%  | [ 63 ] |
| 22 ottobre 2022   | Ciao Franco                                     | Puntata dedicata ai Ricchi e Poveri in ricordo di Franco Gatti, scomparso il 18 ottobre precedente.                                                      | Terza serata      | 558.000        | 13,8%  | [ 65 ] |
| 20 gennaio 2023   | I love you Lollo                                | Puntata dedicata al ricordo di Gina Lollobrigida, scomparsa il 16 gennaio precedente.                                                                    | Terza serata      | 303.000        | 10,3%  | [ 67 ] |
| 17 maggio 2024    | In ricordo di Franco Di Mare                    | Puntata dedicata al ricordo di Franco Di Mare nel giorno della sua scomparsa.                                                                            | Access prime time | 4.184.000      | 23,3%  | [ 68 ] |
| 31 luglio 2024    | Sanremo Pop                                     | Puntata trasmessa in sostituzione di Estate in diretta, interrotto per l'evacuazione del Centro di Produzione TV Raffaella Carrà a causa di un incendio. | Pomeriggio        | 767.000        | 9,2%   | [ 70 ] |
| 25 agosto 2024    | Cantandole tutte                                | Puntata dedicata alle canzoni degli anni '60, '70 e '80                                                                                                  | Pomeriggio        | 1.181.000      | 13,3%  | [ 71 ] |
| 3 maggio 2025     | A gentile richiesta                             | Puntata dedicata alle video richieste dei volti TV, delle maestranze e del pubblico.                                                                     | Prima serata      | 1.752.000      | 11,8%  | [ 73 ] |
| 10 maggio 2025    | A gentile richiesta                             | Puntata dedicata alle video richieste dei volti TV, delle maestranze e del pubblico.                                                                     | Prima serata      | 1.774.000      | 11,9%  | [ 74 ] |
| 16 agosto 2025    | Ciao Pippo                                      | Puntata dedicata a Pippo Baudo nel giorno della sua scomparsa.                                                                                           | Seconda serata    | 1.642.000      | 17,7%  | [ 76 ] |